# Primair mediastinaal B-cellymfoom
Het primair mediastinaal B-cellymfoom (PMBL of PMBCL) is een zeldzaam, agressief non-hodgkinlymfoom (lymfeklierkanker) met een primaire lokalisatie in het mediastinum (tussen de longen).
Het lymfoom is een subtype van het diffuus grootcellig B-cellymfoom, hoewel de prognose bij het primair mediastinaal B-cellymfoom over het algemeen beter is. De meeste patiënten zijn vrouwen tussen de 25 en 35 jaar oud, maar ook mannen worden getroffen door de ziekte. In Nederland worden jaarlijks 30 tot 50 mensen getroffen door de aandoening.
Meestal veroorzaakt het lymfoom plotseling (binnen enkele uren of dagen) een drukkende pijn op de borst en een vrij plotseling (binnen enkele dagen) verlies in conditie. De pijn op de borst kan uitstralen naar één of beide armen. Bezigheden die voorheen zonder veel inspanning verliepen (het maken van een korte wandeling, traplopen) zijn binnen enkele dagen of weken uitputtend geworden.

## Symptomen & verschijnselen
- Vrij plotseling verlies in conditie
- Verschijnselen die lijken op een verkoudheid of doen denken aan een stevige griep
- Opgezette lymfeklieren (meestal pijnloos), voornamelijk in de borst en hals
- Een "drukkend" of pijnlijk gevoel op de borst, soms straalt deze pijn uit naar één of beide armen en is sprake van toename van pijn bij het bewegen van een arm
- Kortademigheid of benauwdheid
- Koorts of verhoging (een verhoogde lichaamstemperatuur)
- Algehele malaise

## Diagnose
Vaak wordt het lymfoom ontdekt middels een thoraxfoto en/of CT-scan gemaakt naar aanleiding van de klachtenpresentatie.
Diagnose vindt altijd plaats middels het nemen van een biopt uit het aangedane weefsel door een chirurg onder algehele narcose en een beenmergonderzoek. Ann Arbor-stadiëring wordt gebruikt om het stadium van de aandoening te bepalen.

## Behandeling
Behandeling bestaat meestal uit chemotherapie (zoals het R-CHOP-14-schema), gevolgd door bestraling. Bij een recidief of refractaire ziekte worden schema's zoals R-DHAP, R-ICE of R-VIM met BEAM en een stamceltransplantatie toegepast om de ziekte alsnog in remissie te brengen.
De mediastinale massa (het lymfoom) bestaat vaak uit veel bindweefsel waardoor het bepalen van de effectiviteit van de behandeling kan worden bemoeilijkt.

## Prognose
Het lymfoom is bij meer dan 75 procent van de patiënten te genezen. De ziekte blijft meestal beperkt tot het mediastinum.
Bij patiënten die geen complete remissie bereiken na de eerstelijnsbehandeling, of te maken krijgen met een recidief, is de prognose veelal ongunstig.
Vanwege een verhoogd risico op een nieuwe vorm van kanker (zoals borstkanker na bestraling, vooral bij vrouwen) en hart- en vaatziekten dienen patiënten levenslang onder controle te blijven van een arts.